# António Simões
António Simões da Costa (Corroios, 1943. december 14. –)  portugál válogatott labdarúgó, edző.

## Pályafutása

### A válogatottban
1962 és 1973 között 46 alkalommal szerepelt a portugál válogatottban és 3 gólt szerzett. Részt vett az 1966-os világbajnokságon.

## Sikerei, díjai
Benfica
- Portugál bajnok (10): 1962–63, 1963–64, 1964–65, 1966–67, 1967–68, 1968–69, 1970–71, 1971–72, 1972–73, 1974–75
- Portugál kupa (5): 1961–62, 1963–64, 1968–69, 1969–70, 1971–72
- BEK-győztes (1): 1961–62
- BEK-döntős (3): 1962–63, 1964–65, 1967–68

Portugália
- U18-as Európa-bajnok (1): 1961
- Világbajnoki bronzérmes (1): 1966